# Diplectrona orientalis
Diplectrona orientalis är en nattsländeart som först beskrevs av Betten 1909.  Diplectrona orientalis ingår i släktet Diplectrona och familjen ryssjenattsländor. Inga underarter finns listade i Catalogue of Life.